# 安田彩乃
安田 彩乃（やすだ あやの、1995年6月6日 - ）は、神奈川県茅ケ崎市出身の日本の女子プロゴルファーである。身長162cm、体重58kg。所属はスリーボンド。

## 経歴
千葉明徳高等学校卒業。
9歳でゴルフを始め、小学生の頃から競技会に参加、2007年の全国小学生ゴルフトーナメントで優勝を果たす。
高校時代は「ヒルズゴルフトミーアカデミー」で腕を磨く、1年時の2011年に主催者推薦選考会（マンデー）を通過し、「大王製紙エリエールレディスオープン」においてLPGAツアー初出場（予選落ち）。
2016年3度目の挑戦でLPGA最終プロテスト合格、LPGA88期生となる。同年はプロとしてステップ・アップ・ツアー12試合、LPGAツアー6試合に出場、年間獲得賞金ランキング128位（¥952,000）。同年ファイナルクォリファイングトーナメント（以下ファイナルQT）68位。
2017年はステップ・アップ・ツアー15試合、LPGAツアー10試合に出場、年間獲得賞金ランキング130位（¥1,201,500）。ファイナルQTは48位。
2018年5月に開催されたステップ・アップ・ツアー「静ヒルズレディース 森ビルカップ」において下部ツアー初優勝。同年は最終的にステップ・アップ・ツアー1試合、LPGAツアー31試合に出場、年間獲得賞金ランキング53位（¥21,255,285）。
2019年からスリーボンドと所属契約、賞金ランキングに基づく前半戦出場権を得てLPGAツアーに参戦。
井上忠久に師事している。

## 主な戦績

### アマチュア
- 全国小学生ゴルフトーナメント（2007年）優勝[3]
- 日刊アマ全日本大会女子
  - 2010年 5位[12]
  - 2011年 2位タイ[13]
  - 2012年 7位タイ[14]

### プロ

#### ステップ・アップ・ツアー
- 静ヒルレディス森ビルカップ（2018年）優勝[2]

#### LPGAツアー
- NOBUTA GROUP マスターズGCレディース（2018年）3位[15]